# 정은혜 (정치인)
정은혜(鄭恩惠, 1983년 9월 8일 ~ )는 대한민국의 정치인이다. 2019년 10월 11일에 이수혁 의원이 주 미국 대사로 임명되면서 사퇴한 더불어민주당 비례대표 의원직을 승계받았다.

## 학력
- 1999 ~ 2002 광영여자고등학교 졸업
- 2002 ~ 2006 신라대학교 국제관계학 학사
- 2006 ~ 2014 연세대학교 일반대학원 정치학 석사
- 2016 ~ 2018 하버드대학교 케네디행정대학원 행정학 석사
- 2021 ~ 중앙대학교 일반대학원 의회학 박사

## 경력
- 연세대학교 문정인 교수실 조교
- 2011년 ~ 2012년: 민주정책연구원 미래기획팀 인턴연구원
- 2012년 3월 ~ 2012년 4월: 민주통합당 제19대 국회의원 총선거 비례대표 후보[2]
- 2012년 3월 ~ 2012년 4월: 제19대 국회의원 선거 민주통합당 중앙선거대책위원회 투표참여운동본부 공동본부장[2]
- 2012년 4월 ~ 2012년 6월: 민주통합당 비상근부대변인[3]
- 2012년 6월 ~ 2013년 5월: 민주통합당→민주당 상근부대변인[4]
- 2012년~2012년: 제18대 대통령 선거 민주통합당 문재인 대통령 후보 선거캠프 직능특보실 청년특보
- 2012년~2012년: 제18대 대통령 선거 민주통합당 문재인 대통령 후보 선거캠프 청년정책단장
- 2012년~2012년: 문재인대통령 [문재인tv] '정은혜의 문을열어요' 진행
- 2012년~2012년: 제18대 대통령 선거 민주통합당 문재인 대통령 후보 선거캠프 부대변인
- 2013년 ~ 2014년: 민주당→새정치민주연합 전국여성위원회 여성리더십센터 부소장
- 2014년 5월 ~ 2014년 6월: 제6회 전국동시지방선거 새정치민주연합 박원순 서울특별시장 후보 선거대책위원회 부대변인
- 2014년 ~ 2015년: 새정치민주연합 전국청년위원회 운영위원
- 2016년 2월 ~ 2016년 8월: 더불어민주당 상근부대변인
- 2019년 7월 ~ : 다준다 청년정치연구소 부소장
- 2019년 10월 11일 ~ 2020년 5월 29일 : 제20대 국회의원(비례대표, 더불어민주당→무소속→더불어시민당→더불어민주당, 초선)
  - 2019년 10월 11일 ~ 2020년 5월 29일 : 제20대 국회 후반기 산업통상자원중소벤처기업위원회 위원
  - 2019년 11월 5일 ~ 2020년 5월 29일 :  제20대 국회 후반기 여성가족위원회 위원
- 2019년 11월 ~ 2020년 4월 : 제21대 국회의원 선거 더불어민주당 총선기획단 위원
- 2019년 12월~2020년 3월: 제21대 국회의원 선거 경기 부천시 정 더불어민주당 국회의원 예비후보
- 2021년 7월~2021년 10월: 제20대 대통령 선거 더불어민주당 대통령경선 선거관리위원회 위원
- 2022년 2월~2022년 3월: 제20대 대통령 선거 더불어민주당 이재명 대통령 후보 선거대책위원회 비서실 부실장
- 2022년 2월~2022년 3월: 제20대 대통령 선거 더불어민주당 이재명 대통령 후보 경기도당 꿀벌선거대책위원회 유세본부장
- 2022년 4월~2022년 5월: 제8회 전국동시지방선거 더불어민주당 공천관리위원회 위원
- 2022년 7월~2022년 8월: 더불어민주당 제5차 전당대회 중앙당 선거관리위원회 부위원장
- 2023년 3월~2024년 3월: 더불어민주당 교육연수원 부원장
- 2024년 3월~2024년 4월: 더불어민주연합 최고위원

## 방송
- 라디오21(with. 이동학)
- 최후의 권력(SBS)
- 뉴스人(YTN)

## 역대 선거 결과
|  | 36.45% |

|  | 25.54% |

## 같이 보기
- 대한민국 제20대 국회의원 선거 더불어민주당 후보 목록#비례대표